# Bernhard Vollmer (Politiker)
Bernhard Vollmer (* 19. März 1902; † 26. Dezember 1973 in Bremen) war ein deutscher Politiker (CDU) und Mitglied der Bremischen Bürgerschaft. 

## Biografie
Vollmer war als autogener Schweißer in Bremen tätig. Er wohnte in Bremen-Vegesack im Ortsteil Aumund.

Er war verheiratet und hatte Kinder. 
Er wurde um 1945/46 Mitglied der CDU und war von 1947 bis 1951 Mitglied der 2. Bremischen Bürgerschaft und dort Mitglied verschiedener Deputationen.